# NGC 4860
NGC 4860 је елиптична галаксија у сазвежђу Береникина коса која се налази на NGC листи објеката дубоког неба.
Деклинација објекта је + 28° 7' 24" а ректасцензија 12h 59m 4,0s. Привидна величина (магнитуда) објекта NGC 4860 износи 13,5 а фотографска магнитуда 14,5. Налази се на удаљености од 94,383 милиона парсека од Сунца. NGC 4860 је још познат и под ознакама MCG 5-31-54, CGCG 160-215, DRCG 27-194, PGC 44539.